# Wilhelminachalet
Het Wilhelminachalet is een houten voormalig kinderspeelhuis in het Koningin Emmapark bij Paleis Soestdijk.
Het rijk bewerkte chalet werd ontworpen door de rijksbouwmeester J.P.E. Hoeufft. Het chalet was bedoeld voor de tiende verjaardag van prinses Wilhelmina in 1890, maar werd pas in 1892 opgeleverd. In het speelhuisje kwamen kindermeubulair en een poppenhuis te staan.
Toen de prinses ouder werd gebruikte zij het chalet van tijd tot tijd als atelier om te schilderen.
Over een gegraven alpenbeekje aan de voorzijde is een Zwitsers bruggetje gemaakt. In het beekje bevinden zich grote keien. De combinatie van chalet met alpenbeekje moest het beeld van Zwitserland oproepen. Zwitserland stond destijds als vakantiebestemming hoog aangeschreven als vakantieland door de imposante natuur en de gezonde lucht.
Ook in het park bij Paleis Het Loo in Apeldoorn was als cadeau voor de tweede verjaardag van prinses Wilhelmina een chaletje gebouwd.

## Beschrijving
Het speelhuisje werd gemaakt door de stoomtimmerfabriek ‘de Zwaluw’ in Den Helder, die beschikte over door stoom aangedreven schaafmachines, zagen en machines voor pen- en gatverbindingen. Het chalet bestaat uit drie delen van verschillende hoogten met een overstekende dakrand. Op de nok staat een gemetselde schoorsteen. Aan de weizijde is een open veranda met drie treden stoep. Het bouwwerk is geschilderd in okergeel met bruin en rood. Ook de glas-in-loodramen hebben de kleuren rood en geel.